# Ditte Hansen
Ditte Hansen, född 6 december 1970 i Köpenhamn, är en dansk skådespelare. Hansen har tillsammans med skådespelarkollegan Louise Mieritz skapat och spelat titelrollerna i den danska komediserien Ditte och Louise som sändes på DR 2015–2016.
Ditte Hansen utbildade sig till skådespelare vid Odense Teater år 1996. Hon är sedan 1999 gift med skådespelaren Benjamin Boe Rasmussen.

## Filmografi i urval
- Oh Happy Day (2004)
- Far til fire - gi'r aldrig op (2005)
- Kærlighed på film (2007)
- De unge år (2007)
- Blå mænd (2008)
- Pakten (2009)
- Parterapi (2010)
- Min søsters børn vælter Nordjylland (2010)
- Far til fire - på japansk (2010)
- Livet på Laerkevej (2010)
- Min søsters børn alene hjemme (2012)
- Brottet (2012)
- Min søsters børn i Afrika (2013)
- Ditte och Louise (2015-2016)
- Ditte & Louise (2018)
- 2024 – Barnen från Silvergatan